# Vega de Valcarce
Vega de Valcarce è un comune spagnolo di 844 abitanti situato nella comunità autonoma di Castiglia e León.
Si trova ai piedi del monte Cebreiro ed è attraversata dal Camino Francés, che è il tracciato più percorso dai pellegrini che intraprendono il Cammino di Santiago.